# 呼和浩特地铁
呼和浩特地铁是服务于中国内蒙古自治区呼和浩特市的城市轨道交通系统，从属于呼包鄂轨道交通。规划中的呼和浩特轨道交通共有5条线路，总长155公里，设站123座。
呼和浩特也是内蒙古自治区唯一拥有地铁的城市。

## 历史
2012年，呼和浩特规划局建议呼和浩特城市轨道交通与包头、鄂尔多斯等周边城市的轨道交通联系。2015年4月15日，国家发改委正式批复呼和浩特市轨道交通建设规划，首期建设为1号线一期和2号线一期工程。其中1号线一期东起坝堰（机场）站，西至伊利健康谷站，全线长21.72公里，共设车站20座；2号线一期东北起塔利东路站，南至阿尔山路站，全线长27.3公里，共设车站24座。2019年12月29日，1号线一期开通运营。2020年10月1日，2号线一期开通运营。

## 线路
截至2023年7月，呼和浩特地铁已开通运营2条线路，为1号线与2号线，运营线路总里程49.03千米，运营车站43座。
|          |          |                |              |                |                |           |               |          |  |
| 線路名稱 | 線路名稱 | 最早运营日期   | 最近延伸日期 | 起點站／終點站 | 起點站／終點站 | 車站 數目 | 長度 （公里） | 车型编组 |  |
|          | █ 1号线  | 2019年12月29日 | -            | 伊利健康谷     | 坝堰（机场）   | 20        | 21.719        | 6B       |  |
|          | █ 2号线  | 2020年10月1日  | -            | 塔利东路       | 阿尔山路       | 24        | 27.308        | 6B       |  |

### 1号线
呼和浩特地铁1号线为东西向主干线，一期工程东起坝堰（机场）站，西至伊利健康谷站。1号线一期工程全长21.72公里，共设车站20座。其中地面站1座（伊利健康谷站），地下站共16座（西二环路站至后不塔气站），高架站共3座（什兰岱站至坝堰（机场）站）。最大站间距1.95公里，最小站间距0.748公里，平均站间距约1.187公里。2019年12月29日开通运营。
二期工程将由西二环路站向西延伸至金川客运中心站，长5.2公里。

### 2号线

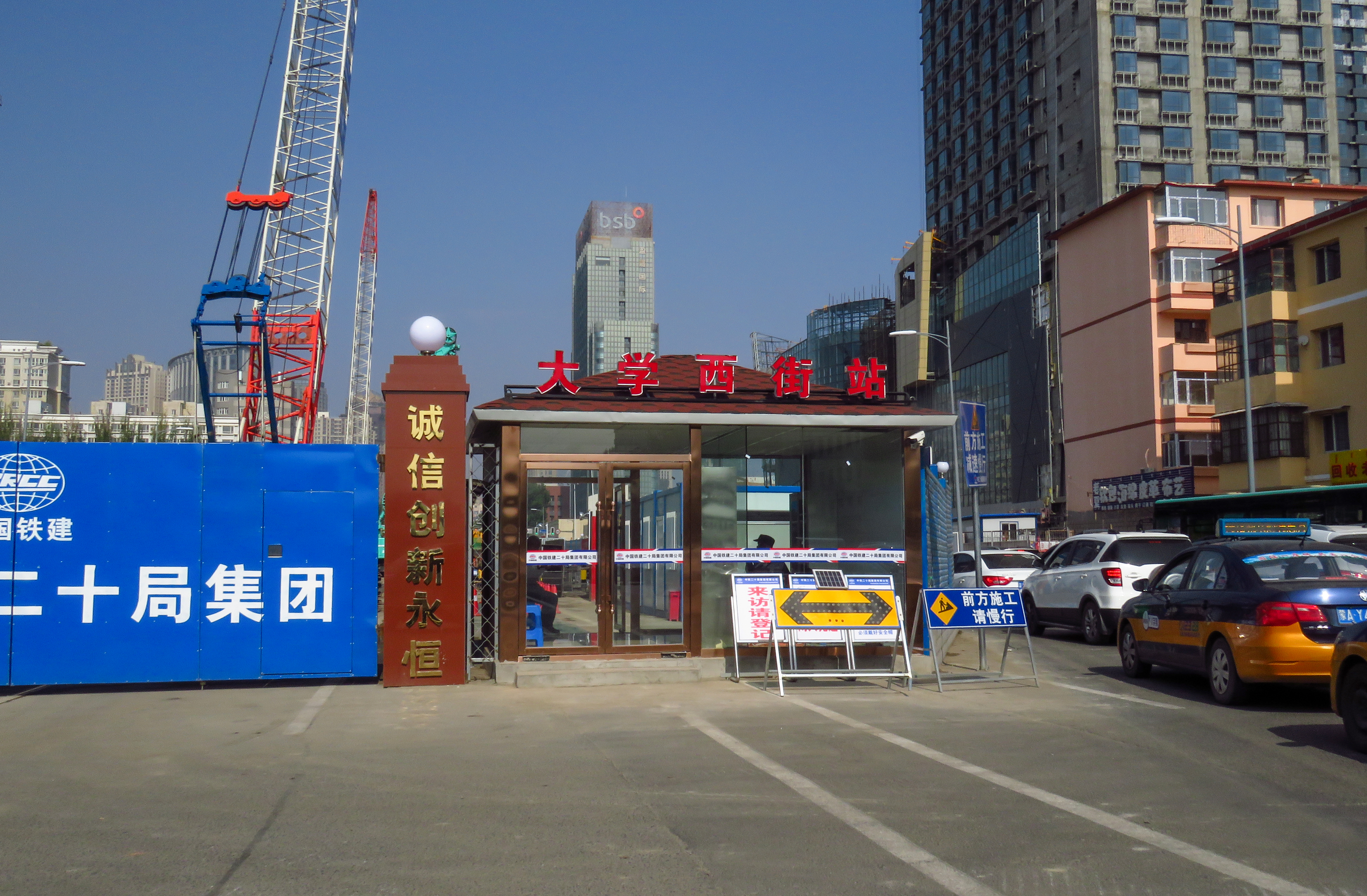
2号线大学西街站工地（2017年10月）

呼和浩特地铁2号线为连接城市东北部及南北向主干线，一期工程东北起塔利东路站，南至阿尔山路站，全长27.308公里，设车站24座，全部为地下站。2020年10月1日开通运营。

## 未来发展
2017年，呼和浩特市编制了《呼和浩特市城市轨道交通建设规划（2017～2023）》，共包含3段线路，分别为1号线二期工程、3号线一期工程、4号线一期工程，规划线路长度42.3km。
| 规划线路表 | 规划线路表                | 规划线路表   | 规划线路表 | 规划线路表 |
| 线路       | 起讫站点                  | 长度（公里） | 车站数     |            |
| ---------- | ------------------------- | ------------ | ---------- | ---------- |
| 1号线二期  | 西二环路站-金川客运中心站 | 5.2          | 4          |            |
| 3号线一期  | 沙梁子村站-西菜园站       | 22.3         | 20         |            |
| 4号线一期  | 下石头新营村站-阿尔山路站 | 14.8         | 13         |            |

但由于地方政府债务问题，国家发展改革委2017年8月暂停了城市轨道交通建设规划审批工作。2018年1月，内蒙古自治区第十届委员会第五次全体会议暨全区经济工作会议提出停建、缓建一批政府过度举债的项目，正式叫停呼和浩特地铁3、4、5号线建设。2018年7月13日，国务院办公厅颁布《关于进一步加强城市轨道交通规划建设管理的意见》，大幅提高了地铁建设审批标准，呼和浩特市地铁建设规划因地方债务率不达该标准而未获得批复。

## 运营信息

### 广播
呼和浩特地铁报站语言依次为汉语普通话、蒙古语和英语，为继乌鲁木齐地铁后中国大陆第二个提供少数民族语言报站的城市地铁。

### 票价
5公里以内(含)2元，5-10公里(含)3元，10-15公里(含)4元，15-21公里(含)5元，21公里-28公里(含)6元，28公里以上每增加1元可继续乘坐10公里。
呼和浩特地铁现支持购票乘车，或用青城地铁等APP、农业银行、云闪付、支付宝、微信城市通小程序的乘车码乘车，其中青城地铁APP绑定建行龙支付的用户可刷脸乘车。考虑到呼市刷码刷脸乘车人群更大，且改造难度较大，暂不考虑支持交通联合刷卡乘车，以往曾可以使用有闪付功能的银行卡刷卡，但目前闸机则改为全刷码刷脸模式，不再有刷卡识别功能。